# Jættegletsjer
De Jættegletsjer is een gletsjer in Nationaal park Noordoost-Groenland in het oosten van Groenland. 

## Geografie
Het eerste deel is noordwest-zuidoost georiënteerd, waarna de gletsjer een bocht neemt naar het noordoosten en het tweede deel van de gletsjer richting het noordoosten stroomt. De laatste ruim vijf kilometer stroomt ze oostwaarts om daar in het Isfjord uit te monden. De gletsjer heeft een lengte van ongeveer 70 kilometer.
De gletsjer wordt in het uiterste noordwesten gevoed door de Hamberggletsjer. Na ongeveer twaalf kilometer vanaf de start voegt de Victor Madsengletsjer zich vanuit het zuidwesten met een haakse bocht bij de Jættegletsjer. Op ongeveer acht kilometer ten zuiden van de grote bocht van de gletsjer ligt de Gregorygletsjer, maar komen niet bij elkaar uit.
Ten noorden van de gletsjer ligt het Louise Boydland en ten zuiden het Frænkelland.